# 邢方群
邢方群（1916年8月19日—2006年6月2日），原名邢福津，男，山东蓬莱人，中华人民共和国政治人物、报刊活动家，曾任《工人日报》社社长，中华全国总工会书记处书记，第三届全国人大代表。